# Citadelpark
Le Citadelpark (en français : parc de la Citadelle) est un parc de la ville belge de Gand. Il est situé au centre de la ville, entre l'Escaut et la Lys. 

## Historique
Ce parc municipal a été aménagé en 1875 à l'emplacement de l'ancienne citadelle hollandaise de Gand, construite entre 1819 et 1831, et avant cela du fort de Monterey. Le terrain fut acheté en 1870-1871 par le maire de l'époque, Charles de Kerchove de Denterghem. La citadelle, l'une des plus grandes et des plus modernes de son temps en Europe et utilisée plus tard comme caserne d'infanterie et d'artillerie, a continué à fonctionner jusqu'en 1870.
Le parc a été repensé en 1913 et des bâtiments ont été construits pour abriter l'Exposition universelle de 1913. En 1930, l'aspect du parc change à nouveau, cette fois dans le cadre du centenaire de l'indépendance de la Belgique. Sous le parc, juste à côté de la caserne Léopold (nl), un bunker a été construit en 1938 à la veille de la Seconde Guerre mondiale, mais il n'était pas terminé lorsque les Allemands ont envahi le pays.
Le parc est un paysage protégé depuis 1984.
Le parc a été construit en utilisant les pentes naturelles existantes et les vestiges de l'ancienne citadelle. Ici et là, on retrouve encore des parties de casemates qui ont été démolies à grand peine. 780 arbres, dont quelques spécimens rares, sont une attraction supplémentaire. Le jardin botanique de l'université de Gand (nl) et le campus Ledeganck (nl) sont situés en bordure du parc.

## Curiosités
La parc abrite différents monuments, statues et bâtiments :
- Le Palais des Fêtes et des Floralies
- Le Musée des Beaux-Arts (MSK)
- Le Musée Municipal d'Art Contemporain (SMAK)
- Le vélodrome Kuipke
- La porterie de l'ancienne citadelle
- Vestiges de l'ancien Bastion 5 de l'ancienne Citadelle
- Un monument en l'honneur d'Oswald de Kerchove de Denterghem avec Flore et putto, conçu par Gustaaf Van den Meersche (nl), qui se trouvait à l'origine sur le Graaf van Vlaanderenplein (nl)
- Statues exécutées par Jules Lagae, Jacques de Lalaing et Yvonne Serruys
- L'ICC Ghent (nl), (International Convention Centre), dans une nouvelle aile de l'ancien Palais des Floralies
- Le mémorial de guerre pour les victimes du 9e arrondissement pendant la Première et la Seconde Guerre mondiale.
- L'ancien refuge pour animaux, utilisé par le projet socio-artistique Ensemble[3] entre 2021 et 2024, en attente de rénovation
- Le kiosque à musique de 1885
- Le théâtre en plein air de 1940, conçu par l'architecte Geo Bontinck (nl)
- Le bunker de commandement belge de 1939, conçu comme centre de commandement pour le suivi de la protection aérienne de la province de Flandre orientale.

## Galerie

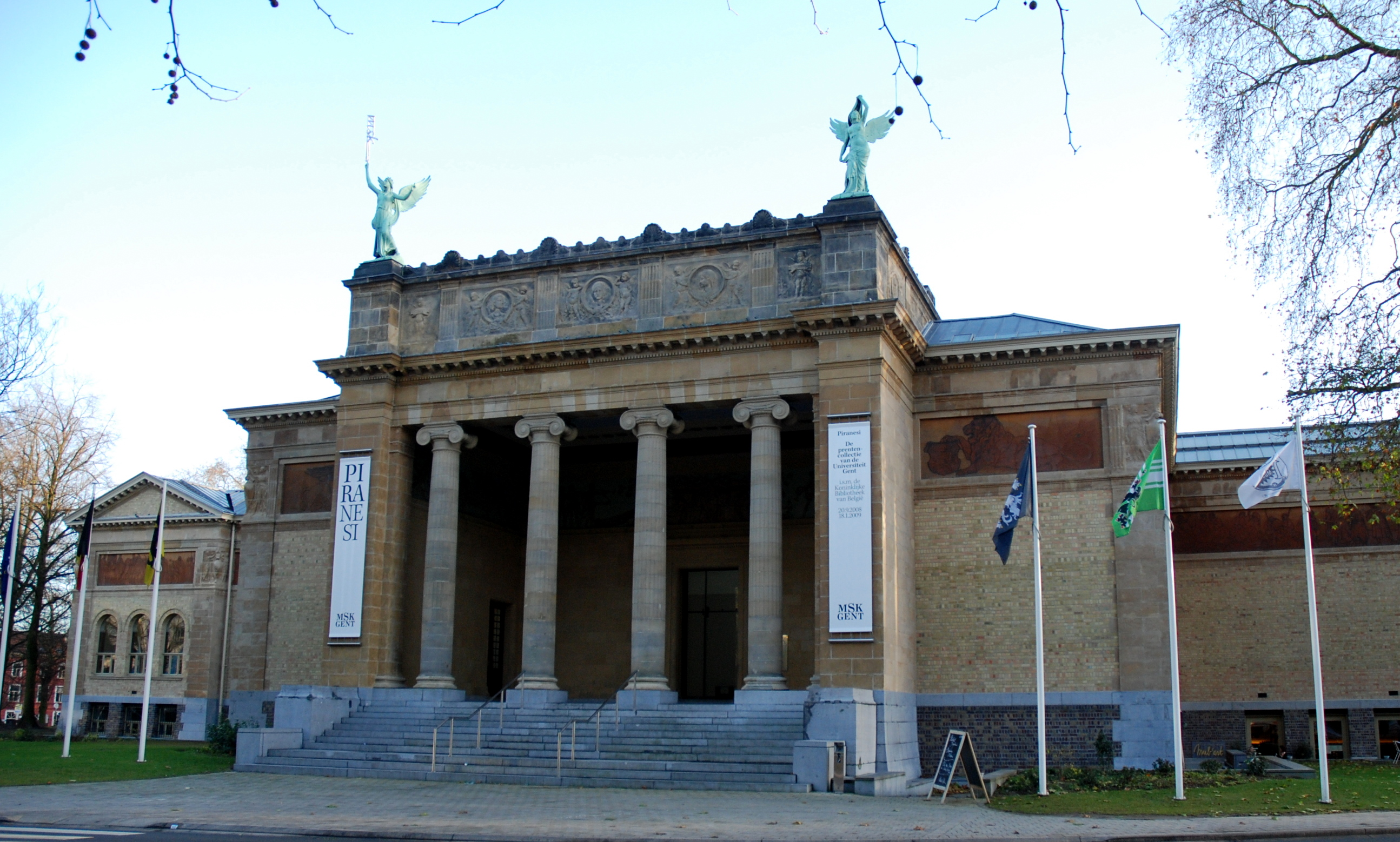
Musée des Beaux-Arts.
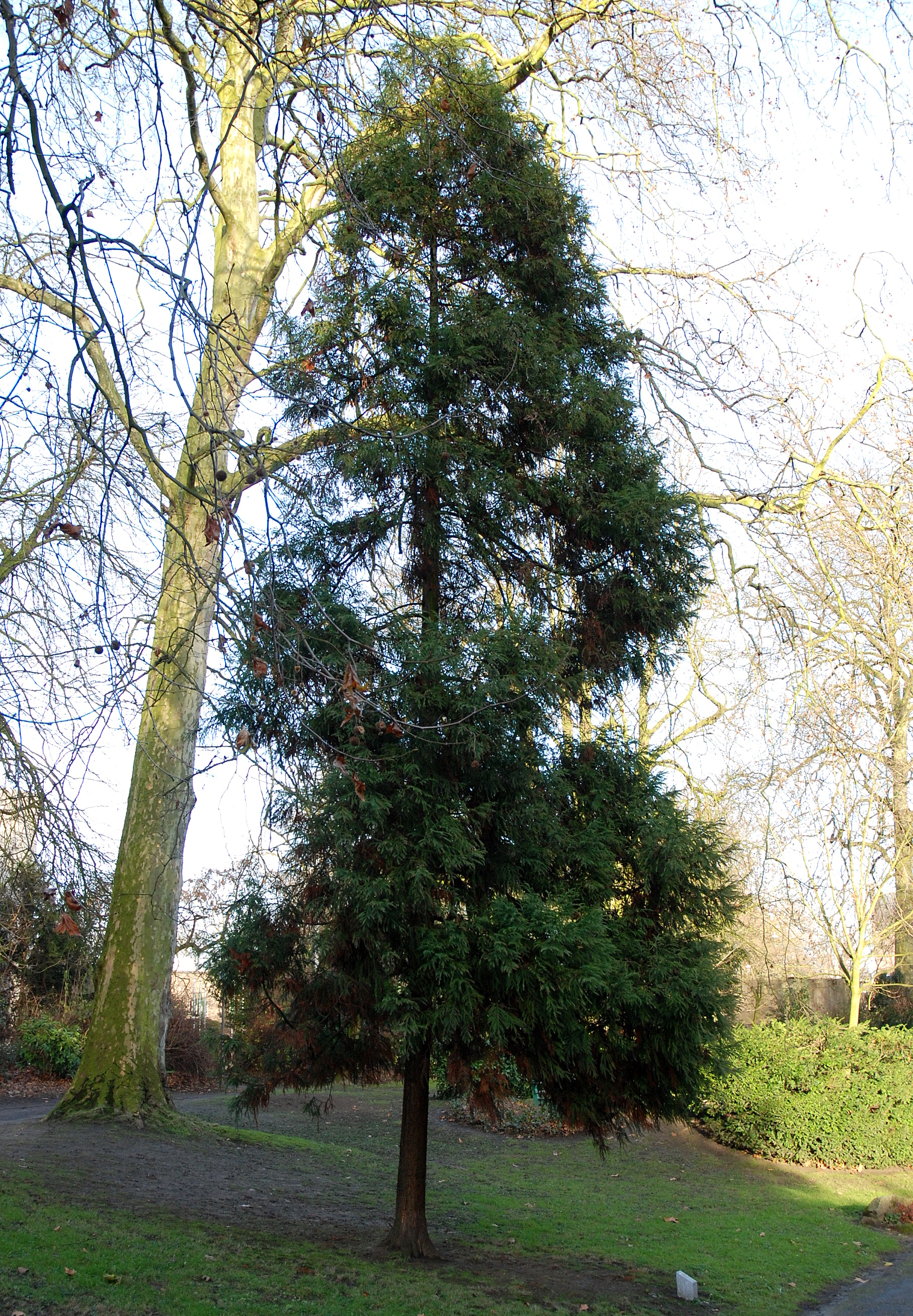
Cèdre du Japon.
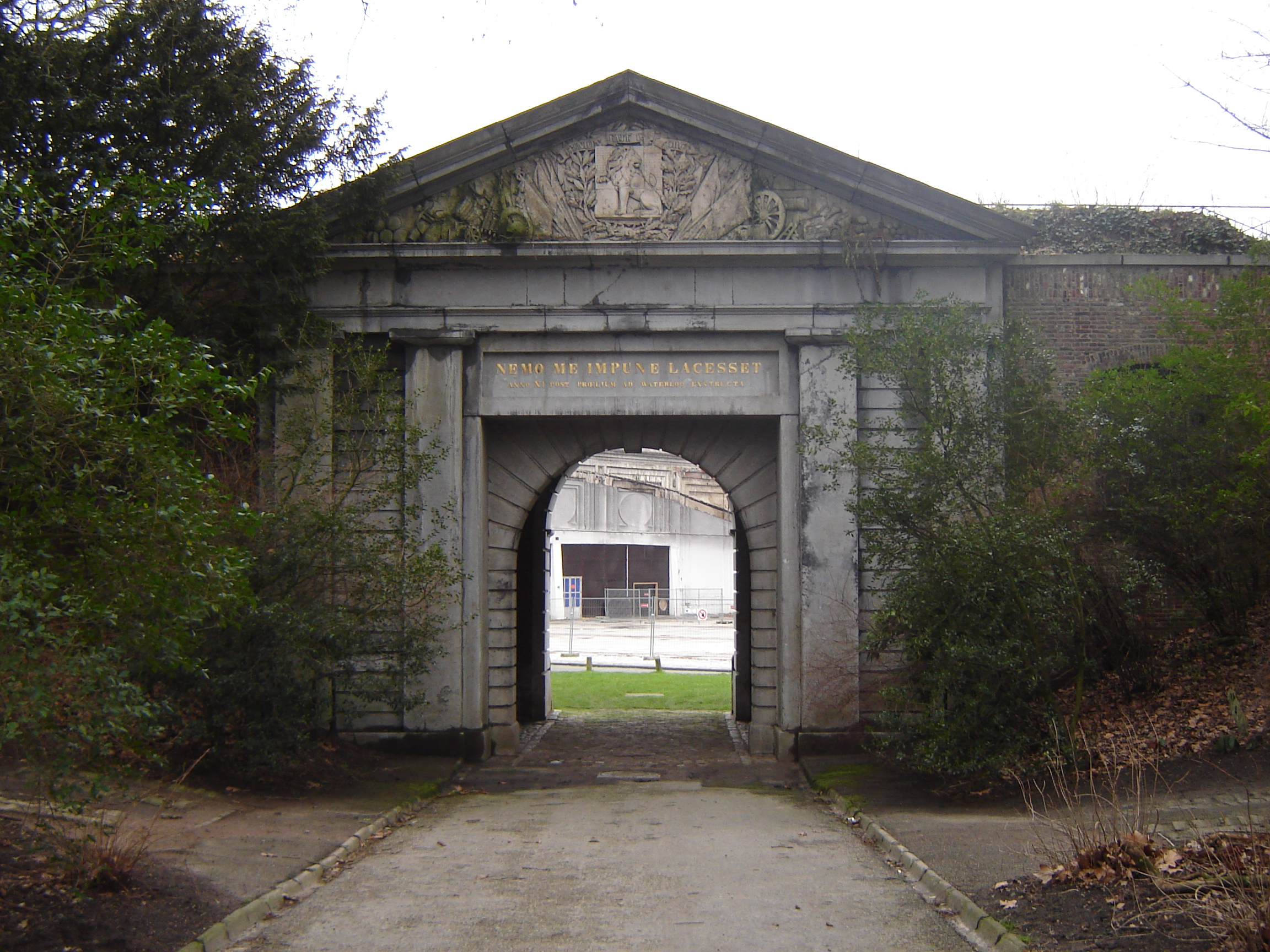
Porte de l'ancienne citadelle.
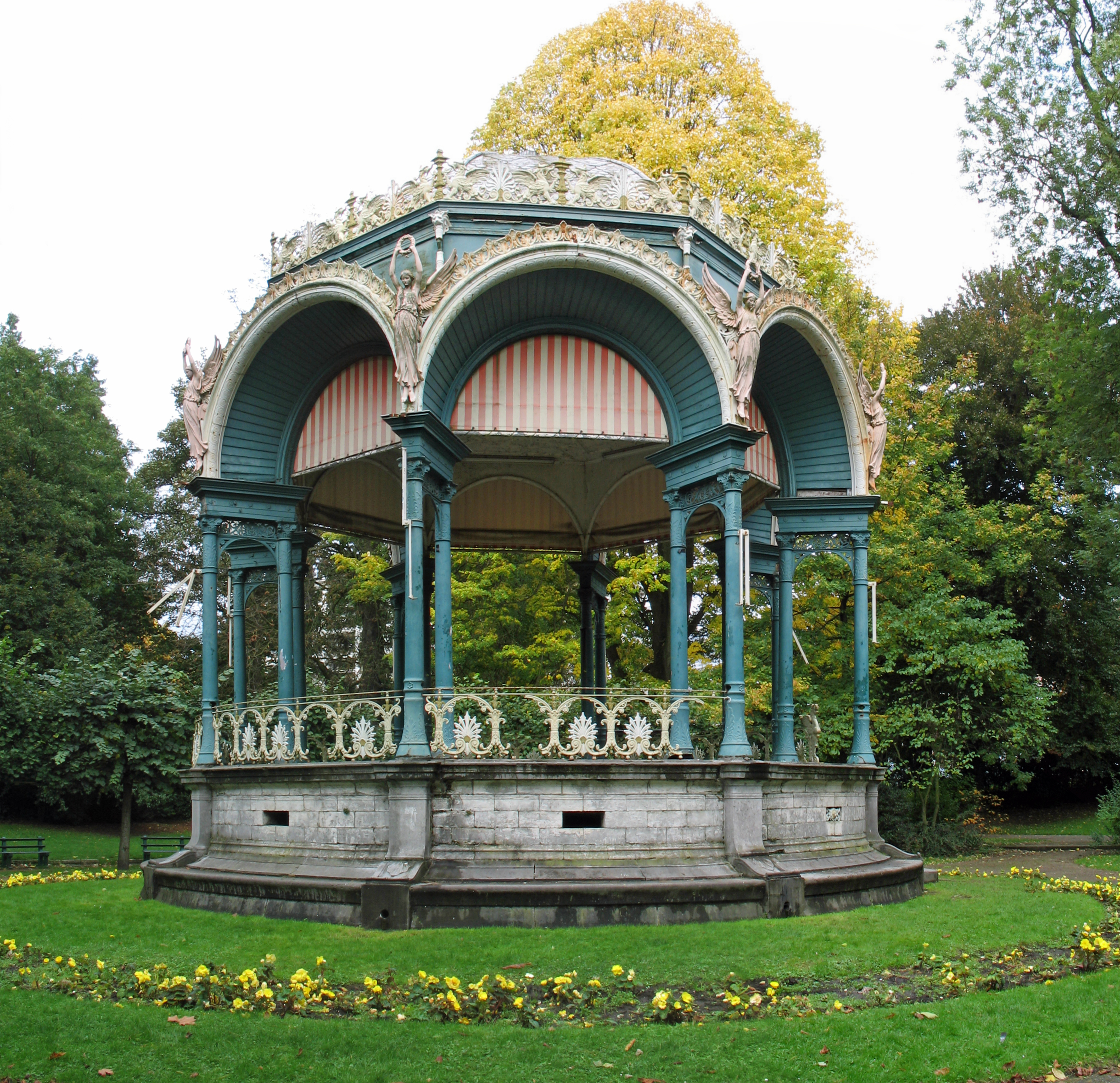
Le kiosque de 1885.
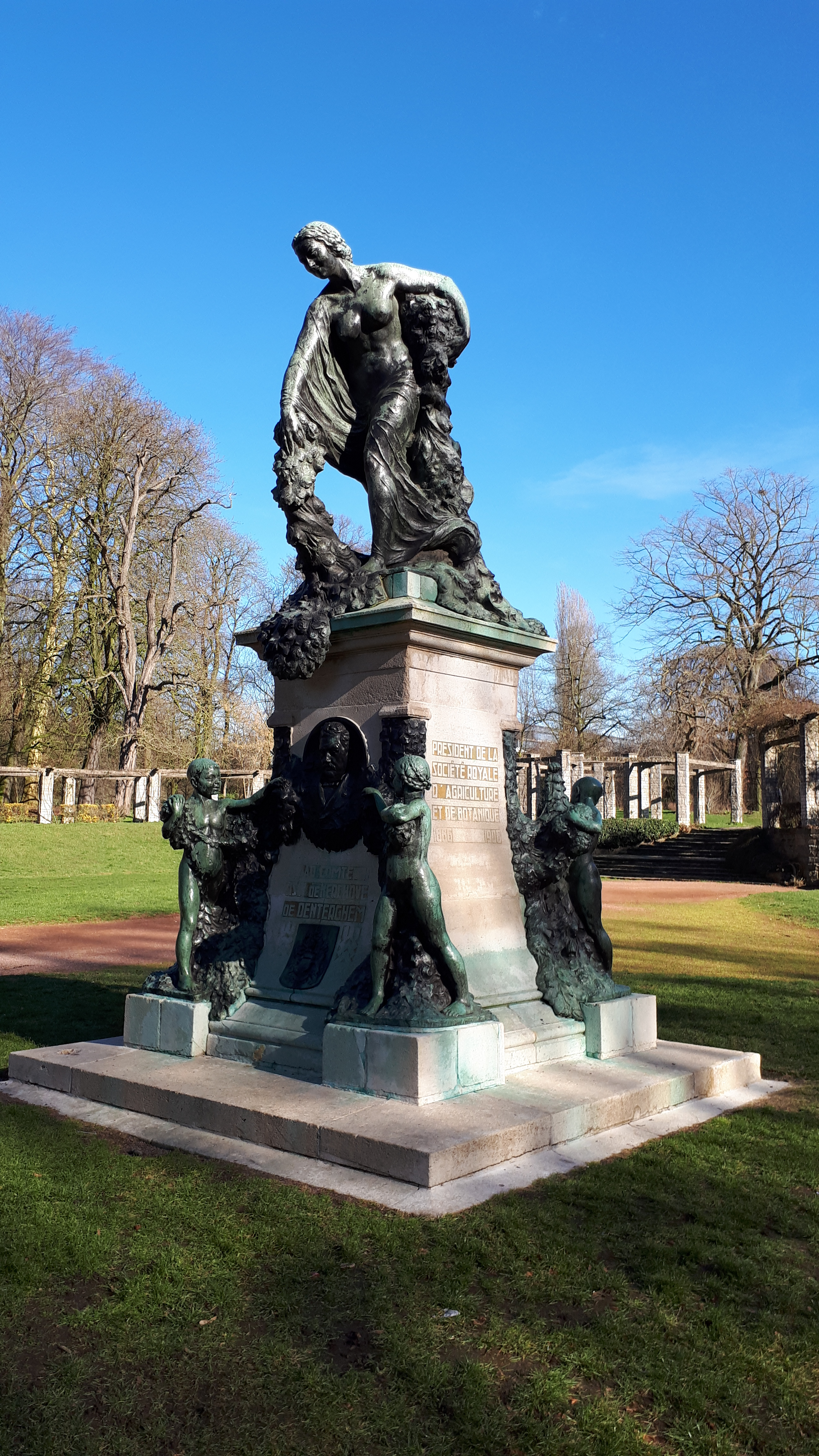
Monument en l'honneur d'Oswald de Kerchove de Denterghem.